# وراط
الوراط، أحد أكبر الاودية في منطقة سدير، 180 كيلو متر شمال مدينة الرياض، المملكة العربية السعودية، حيث يمر على عدة قرى في المحمل، وسدير، مثل ثادق، العطار، الجنيفي، عودة سدير